# Bernardo Sandoval
 (octobre 2022).
Pour les articles homonymes, voir Sandoval.
Bernardo Sandoval, né en mai 1958 en Castille-et-León, est un guitariste, auteur-compositeur et interprète franco-espagnol, toulousain d'adoption. Il œuvre à la reconnaissance mondiale du flamenco, musique qu'il n'hésite pas à métisser avec les styles latino, jazzy, afro et méditerranéens.

## Biographie
Né en mai 1958 en Castille-et-León, il est l'enfant d'une famille ouvrière qui s'est exilée en 1960 à Toulouse. 
Dès sa plus tendre enfance, il est marqué par les influences musicales de son pays d'origine.
Il effectue une partie de sa scolarité au lycée Pierre-de-Fermat. À quatorze ans, il découvre la guitare. Après quelques petits boulots (il a été fleuriste le week-end place Jeanne-d'Arc à Toulouse), il commence à gagner plus régulièrement de l'argent en donnant des cours de guitare.
Il fréquente le centre espagnol de la rue des Chalets et y découvre le flamenco, ce qui devient la première passion de sa vie. Cette musique suscite chez lui un fort intérêt pour le message fort de révolte qu'elle renvoie.
Au moment de la chute de la dictature franquiste, à seize ans, il décide de retourner vers son pays d'origine et part retrouver des chanteurs de flamenco à Barcelone. 
À vingt ans, on le remarque et il est diplômé en 1978 de la réputée et stricte chaire de flamenco de Cordoba (le prix de guitare de Cordoue)  pour « son apport à l’art flamenco en matière de guitare de concert ». 
En 1979, il est honoré du premier prix du concours national de la Unión (équivalent espagnol du Grand Prix de l’Académie Charles-Cros).
L'ambiance polémique, les justifications, l'élitisme et l'intégrisme du flamenco en Espagne lui déplurent et il décida de rentrer à Toulouse.
Son retour fut en grande partie motivé par le fait qu'à Toulouse cohabitaient différents genres de musiques joués par des amis avec qui il pouvait métisser sa musique. Le rock, le blues, la salsa et les autres musiques représentaient pour lui un intérêt aussi important que le flamenco : « Je suis flamenco, mais pas que flamenco ! ».  Bernardo Sandoval était attiré par le côté cosmopolite toulousain où il pouvait jouer facilement avec ses amis dans une trentaine d’endroits différents.
Toujours en 1979, Bernardo Sandoval contacte Salvador Paterna pour monter un duo qu'ils tourneront pendant deux années en France et en Espagne.
Par la suite, il se lance dans de nombreuses autres tournées et sillonne de nombreuses régions en Afrique, Amérique du Sud et du Nord. Il fait la rencontre de grands noms de la musique comme Paco de Lucía, Camaron de la Isla, Didier Lockwood, Michel Jonasz, Jacques Higelin, Chavela Vargas….
Ainsi, Bernardo Sandoval fut véritablement découvert en 1988 au Printemps de Bourges où il fait la première partie de Didier Lockwood. Il assura aussi la première partie de Michel Jonasz à la Cigale et au Casino de Paris, en 1989.
La même année, il se produit avec Camarón de la Isla dans les arènes de Nîmes. La puissance de sa musique conquiert un public exigeant et fin connaisseur de flamenco.
Sa discographie débute dans les années 1990. Il fait plusieurs voyages où il joue à Cuba, au Chili, au Sénégal. L'Afrique (Togo et Bénin) devient pour lui une véritable révélation et lui permet de développer véritablement son style musical. 
Il fait aussi la connaissance de la comédienne Zouie, qui deviendra sa muse puis son épouse.
En 1996 il fait partie du projet du collectif 100% Collègues.  Il participe également au collectif Motivé-e-s avec Serge Lopez, Pascal Rollando, Philippe Dutheil (la reprise du Chant des Partisans), Mustapha et Hakim Amokrane (deux chanteurs du groupe Zebda), Jean-Luc Amestoy, et Marc Dechaumont, des personnalités de la scène toulousaine.
Un autre moment fort dans sa vie fut la rencontre d'Alain Moglia qui lui fit découvrir la musique classique.
Bernado Sandoval devient l’auteur de quelques « classiques », dont Camino del Alba, Vida, Hoy, Negriluz, En Vivo…
Il est également auteur de musiques de films comme Marie Baie des Anges de Manuel Pradal mais surtout de Western de Manuel Poirier pour laquelle il obtient le César en 1998.
Il a également composé pour Mehdi Charef la B.O. de Marie-Line avec Muriel Robin, ainsi que La Fille de Keltoum, présenté au 54e Festival de Cannes 2001.
Il a travaillé dernièrement au Mexique sur la première partie de son œuvre Rekindio. Il s'est ainsi produit en tournée au Mexique (Veracruz, Monterrey, Puebla, Guadalajara...) avec un orchestre de 50 choristes, 150 musiciens et la grande chanteuse soliste zapotèque Lorena Vera. Son récital solo Rekindio Messe pour les Indiens est une œuvre réalisée en collaboration avec l'arrangeur Jean-Marc Fouché.
À son retour, Bernard Sandoval s'est produit en France et en Belgique.
Il a travaillé aussi sur une « création-maison » autour de textes écrits par son frère Gabriel, et de l’œuvre du sculpteur Alain Corret. Son album Amor est une composition de balades accompagnées d'un trio de jazz (Guillaume de Chassy au piano, Joël Trolonge à la contrebasse, Jean-Denis Rivaleau à la batterie).
En 2009, il compose la musique du Film Le Café du pont de Manuel Poirier, qui sort le 4 août 2010

## Discographie
- Camino del Alba
- Caracola
- Vida
- Aurora
- Hoy
- Western (B.O.)
- Buenos dias
- En vivo
- Negriluz
- Amor
- Alianza
- Te Vi

## Participations
- 100% collègues (avec 100% collègues)
- En concert (avec 100% collègues)
- Motivés ! (avec le collectif Motivé-e-s)

## Prix
- César de la musique de film à l'occasion du 51e Festival de Cannes 1998.